# Краев, Николай Терентьевич
Николай Терентьевич Краев (12 мая 1922, Челябинск — 27 апреля 2002, Подольск) — гвардии старший лейтенант, лётчик-штурмовик, Герой Советского Союза.

## Биография
Родился в семье рабочего-железнодорожника, в 1938 году окончил 1-ю железнодорожную школу (в настоящее время школа № 121 города Челябинска). После переезда в город Сысерть Свердловской области работал методистом физкультуры детского санатория.
В 1941 году был призван в армию и отправлен для обучения в Пермскую военную авиационную школу, которую окончил в 1943 году, с мая 1943 года в действующей армии. Был лётчиком, а затем штурманом эскадрильи 93-го гвардейского штурмового авиаполка 5-й штурмовой авиадивизии в составе 17-й и 2-й воздушных армий. Сражался на Юго-Западном, 3-м и 1-м Украинских фронтах. Принимал участие в Курской битве, в боях за освобождение Украины и Польши, в боях над территорией Германии.
С февраля 1944 года по март 1945 года произвёл 70, а к концу войны совершил 160 боевых вылетов на штурмовку войск и техники противника.
После войны лётчик-штурмовик продолжал службу в Военно-воздушных силах СССР. Был заместителем и командиром авиационной эскадрильи в одном из штурмовых авиационных полков Московского военного округа. В 1955 году окончил Военно-воздушную академию. Был начальником штаба 457-го бомбардировочного авиационного полка 52-й бомбардировочной авиационной дивизии, дислоцировавшейся на Дальнем Востоке. С 1958 года полковник в отставке.
Жил в городе Подольске Московской области. Работал преподавателем средней школы, лектором общества «Знание», сотрудником Центрального архива Министерства обороны СССР, директором Подольской средней школы № 19.
Скончался 27 апреля 2002 года. Похоронен на Аллее Героев на Подольском городском кладбище.

## Память
- В городе Подольске на доме по улице К. Готвальда, где проживал Герой Советского Союза Н. Т. Краев, установлена мемориальная доска.
- В челябинской школе № 121, где учился Н. Т. Краев, установлена мемориальная доска.

## Награды
- Указом Президиума Верховного Совета СССР от 27 июня 1945 года за образцовое выполнение боевых заданий командования на фронте борьбы с немецко-фашистскими захватчиками и проявленные при этом мужество и героизм гвардии старшему лейтенанту Краеву Николаю Терентьевичу присвоено звание Героя Советского Союза с вручением ордена Ленина и медали Золотая Звезда (№ 7678).
- Награждён двумя орденами Красного Знамени, орденом Александра Невского, двумя орденами Отечественной войны 1-й степени, орденом Красной Звезды и медалями.